# Casa das Liberdades
A Casa das Liberdades (em italiano Casa delle Libertà - CdL) é a coligação de centro-direita italiano, fundada no fim de 2000 e liderada por Silvio Berlusconi, ex-Presidente do Conselho dos Ministros da Itália.
A coligação foi constituída por ocasião das eleições legislativas de 2001 para derrotar o governo da Oliveira (L'Ulivo) que havia conquistado o poder no quinquénio anterior.
Por fim, a formação de Berlusconi derrota a coligação de centro-esquerda e torna-se o mais longo governo da história republicana da Itália.

## Partidos membros

### Membros fundadores
| Partidos | Partidos                         | Ideologia                       |
| -------- | -------------------------------- | ------------------------------- |
|          | Força Itália                     | Conservadorismo liberal         |
|          | Aliança Nacional                 | Conservadorismo, Nacionalismo   |
|          | Liga Norte                       | Regionalismo, Populismo         |
|          | Centro Cristão Democrático       | Democracia cristã               |
|          | Democratas Cristãos Unidos       | Democracia cristã               |
|          | Novo Partido Socialista Italiano | Social-democracia, Terceira via |
|          | Partido Republicano Italiano     | Liberalismo, Social liberalismo |

### Membros posteriores
| Partidos | Partidos                                  | Ideologia                       |
| -------- | ----------------------------------------- | ------------------------------- |
|          | União dos Democratas-Cristãos e de Centro | Democracia cristã               |
|          | Movimento pelas Autonomias                | Regionalismo, Democracia cristã |
|          | Democracia Cristã pelas Autonomias        | Democracia cristã               |
|          | Alternativa Social                        | Fascismo                        |
|          | Chama Tricolor                            | Fascismo, Nacionalismo          |
|          | Reformistas Liberais                      | Libertarismo, Liberalismo       |
|          | Não ao Euro                               | Conservadorismo, Eurocepticismo |

## Resultados eleitorais

### Eleições legislativas

#### Câmara dos Deputados
| Data | Votos      | %         | Deputados | +/- | Status   |
| ---- | ---------- | --------- | --------- | --- | -------- |
| 2001 | 16 915 513 | 45,4 (#1) | 368 / 630 |     | Governo  |
| 2006 | 18 995 697 | 49,7 (#2) | 281 / 630 | 87  | Oposição |

#### Senado
| Data | Votos      | %         | Deputados | +/- |
| ---- | ---------- | --------- | --------- | --- |
| 2001 | 14 406 519 | 42,5 (#1) | 176 / 315 |     |
| 2006 | 17 359 754 | 49,8 (#1) | 156 / 315 | 20  |